# Solymus pictor
Solymus pictor är en skalbaggsart som först beskrevs av Johann Christoph Friedrich Klug 1829.  Solymus pictor ingår i släktet Solymus och familjen långhorningar.
Artens utbredningsområde är Moçambique. Inga underarter finns listade i Catalogue of Life.